# Ladendorf
Ladendorf osztrák mezőváros Alsó-Ausztria Mistelbachi járásában. 2021 januárjában 2301 lakosa volt. 

## Elhelyezkedése

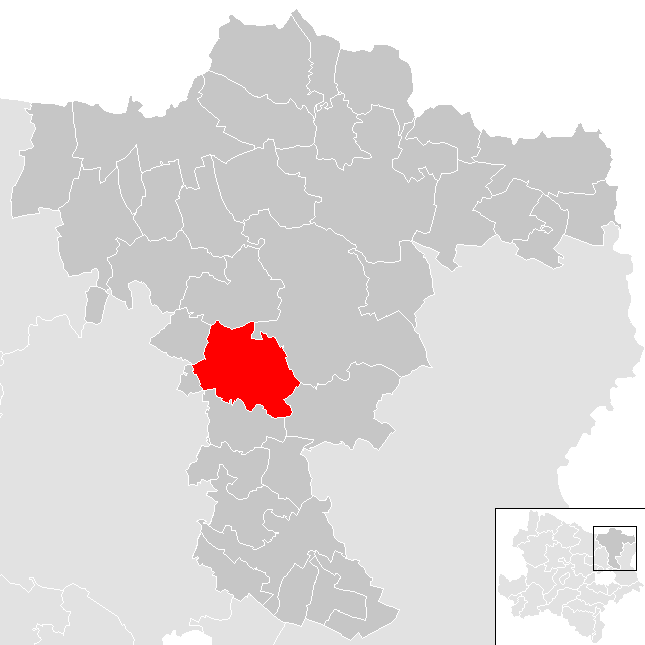
Ladendorf a Mistelbachi járásban

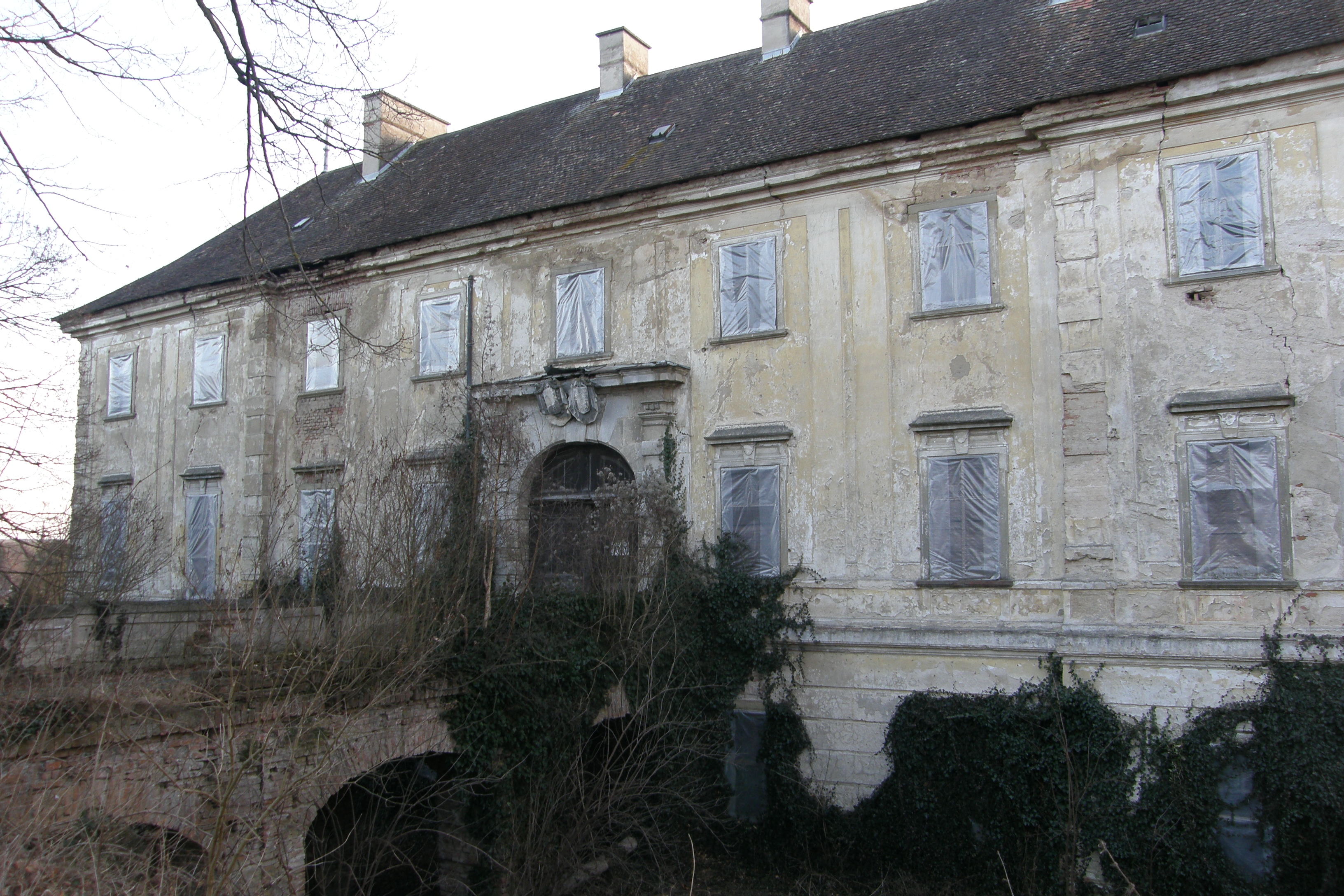
A romos ladendorfi kastély 2012-ben

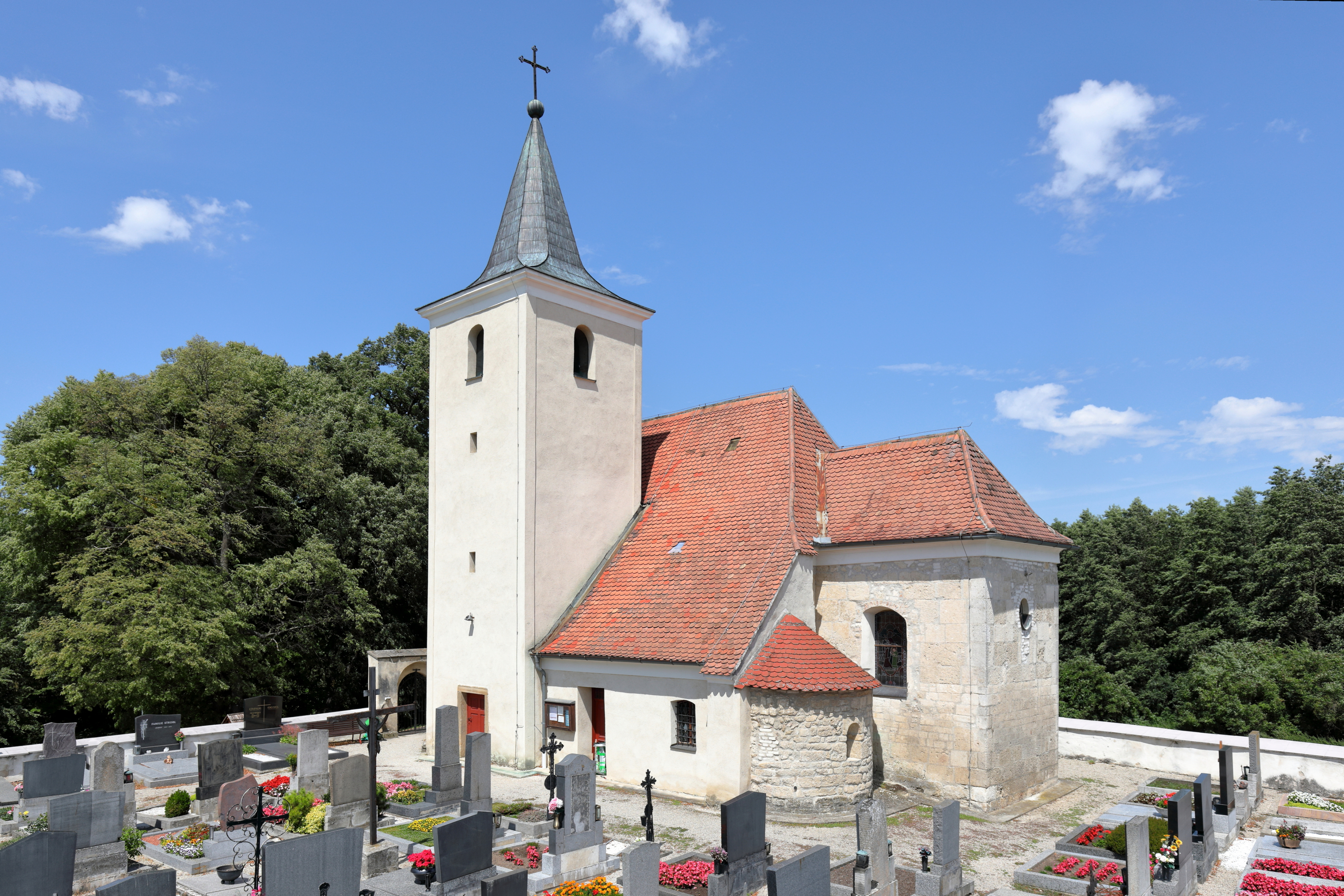
A Szt. Egyed-plébániatemplom

Ladendorf a tartomány Weinviertel régiójában fekszik a Leisi-hegység délkeleti peremén, a Taschlbach patak mentén. Területének 17,8%-a erdő, 73% áll mezőgazdasági művelés alatt. Az önkormányzat 7 települést, illetve településrészt egyesít: Eggersdorf (92 lakos 2021-ben), Garmanns (85), Grafensulz (147), Herrnleis (156), Ladendorf (1326), Neubau (415) és Pürstendorf (80).
A környező önkormányzatok: északnyugatra Niederleis, északra Asparn an der Zaya, északkeletre Mistelbach, délkeletre Gaweinstal, délre Kreuzstetten, délnyugatra Großrußbach.

## Története
Ladendorf területén a régészek kora bronzkori és az urnamezős kultúrához tartozó települést maradványait tárták fel. 
Első írásos említése 1161-ből származik. A 16. században már mezővárosként hivatkoznak rá; 1877-ben ezt a státuszát megújították. 
A második világháború vége felé, 1944-ben magyar zsidókat küldtek kényszermunkára a ladendorfi gazdák földjeire. Az 1945. április 10-21 között zajló harcokban 4 civil vesztette életét, 19 ház elpusztult és 10 hidat felrobbantottak. Garmannsaban 5 ház, Pürstendorfban 5 polgár és 8 ház esett áldozatául a német és szovjet erők összecsapásainak. 

## Lakosság
A ladendorfi önkormányzat területén 2021 januárjában 2301 fő élt. A lakosságszám 1923-ban érte el a csúcspontját 2996 fővel, 1981-ig csökkenő tendenciát mutatott, majd ismét enyhe gyarapodásnak indult. 2019-ben az ittlakók 94,4%-a volt osztrák állampolgár; a külföldiek közül 1,1% a régi (2004 előtti), 1,4% az új EU-tagállamokból érkezett. 1,9% az egykori Jugoszlávia (Szlovénia és Horvátország nélkül) vagy Törökország, 1,2% egyéb országok polgára volt. 2001-ben a lakosok 87,1%-a római katolikusnak, 2,3% evangélikusnak, 1,1% ortodoxnak, 1,6% mohamedánnak, 6,9% pedig felekezeten kívülinek vallotta magát. Ugyanekkor egy magyar élt a mezővárosban; a legnagyobb nemzetiségi csoportot a németek (95,4%) mellett a szerbek alkották 1,2%-kal. 
A népesség változása:

| 2016 | 2 234 |
| 2018 | 2 298 |

## Látnivalók
- a ladendorfi kastélyt Wirich Philipp von Daun marsall építtette 1722-ben
- a ladendorfi Szt. András-plébániatemplom
- a grafensulzi Szt. Egyed-plébániatemplom
- a herrnleisi Szt. Miklós-plébániatemplom

## Fordítás
- Ez a szócikk részben vagy egészben  a   Ladendorf című német Wikipédia-szócikk ezen változatának fordításán alapul.  Az eredeti cikk szerkesztőit annak laptörténete sorolja fel. Ez a jelzés csupán a megfogalmazás eredetét és a szerzői jogokat jelzi, nem szolgál a cikkben szereplő információk forrásmegjelöléseként.